# Santa Anna de Montornès
Santa Anna és una ermita a la partida de Montornès al terme municipal de Montblanc, a 4 km de Barberà de la Conca. És una obra protegida com a bé cultural d'interès local.

## Arquitectura
La nau de l'església presenta una de les tipologies més comunes del gòtic català.

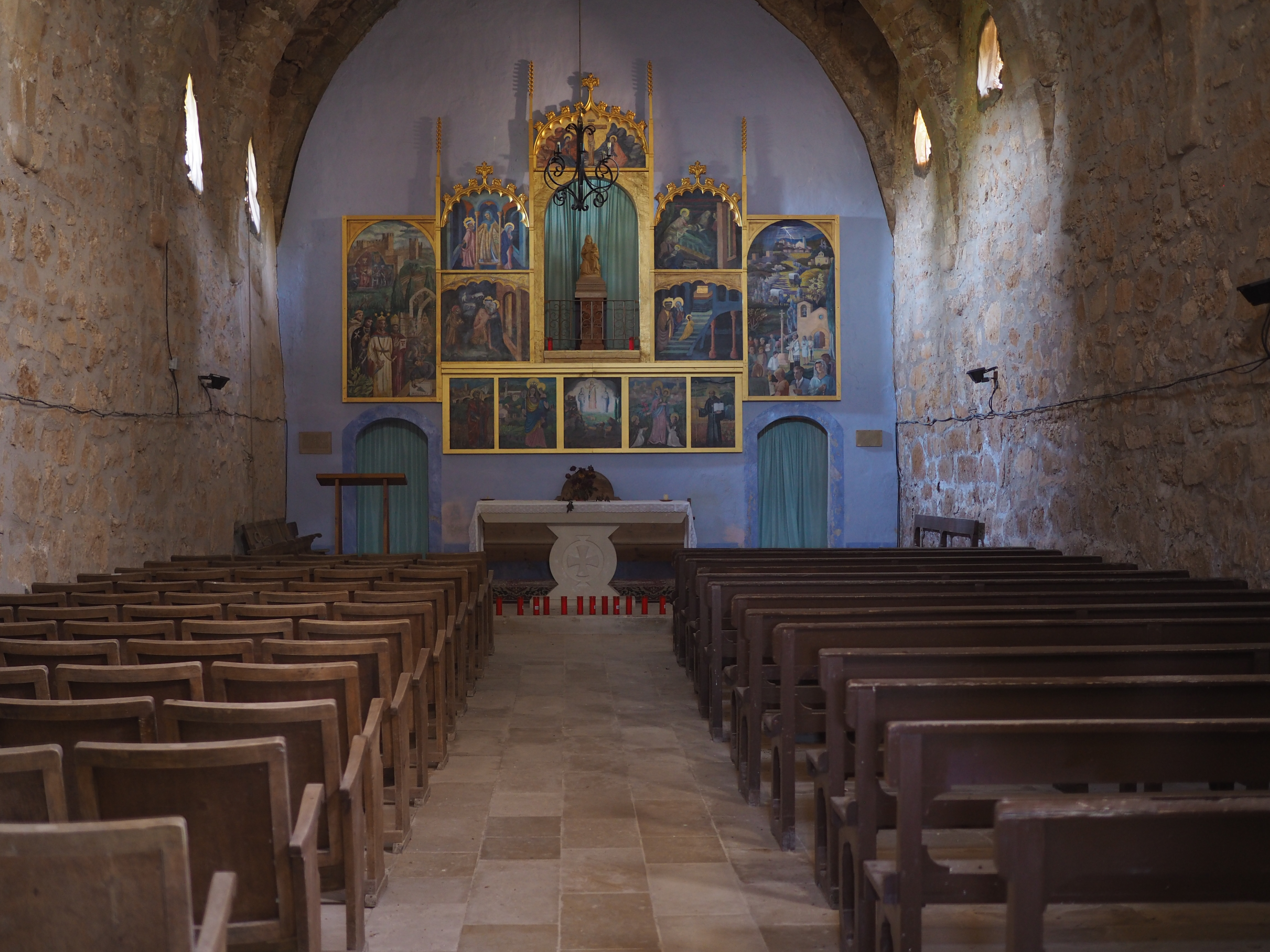
Interior de l'església

És de planta rectangular i capçalera plana, que fa 23 m de llarg, per 8,50 m d'ample i 9 m d'alt (vid. plànols adjunts). Sis arcs (arc diafragma) ogivals de pedra, que arrenquen dels massissos murs laterals (d'1 m de gruix), i sense contraforts, aguanten la teulada de doble vessant. La coberta és un teginat de fusta format per bigues, cabirons (o llates) i taulons, sobre els quals s'assenta la teulada. Les bigues recolzen en mènsules (o cartel·les) de fusta que travessen els diafragmes i tenen els extrems tallats en forma de testes humanes. Al damunt, seguint el pendent dels vessants, s'hi entrecreuen les llates (o cabirons); finalment, sobre aquest entramat de bigues i cabirons hi ha disposats, a manera d'empostissats, els taulons que serviran de llit a la teulada.
Entre 1771 i 1777, el rector de Barberà, mossèn Josep Cabirol (1760-1809), influït per la moda del temple barroc, va fer importants reformes a l'ermita. Feu construir, sota el teginat original de fusta, unes voltes (volta catalana) de rajola de pla amb llunetes, que han durat fins a la present restauració; paredà l'arc diafragma del presbiteri per situar al primer tram el cambril i la sagristia que coneixem; construí un cor elevat al primer tram de l'entrada (ara enderrocat); i, finalment, feu nova la casa de l'ermità.
La façana, que és a ponent, és molt senzilla i la presideix una portalada de mig punt, dovellada, amb guardapols motllurat, construïda probablement el segle xvi car la porta primitiva (actualment tapiada) és al costat de migdia. Amb la restauració dels darrers anys, el frontispici ha recuperat la silueta en pinyó (capcer) que segueix el doble vessant de la teulada. Al costat de tramuntana hi ha un campanar de cadireta. Tret dels elements estructurals angulars, que són de bon carreu, la resta és de maçoneria.

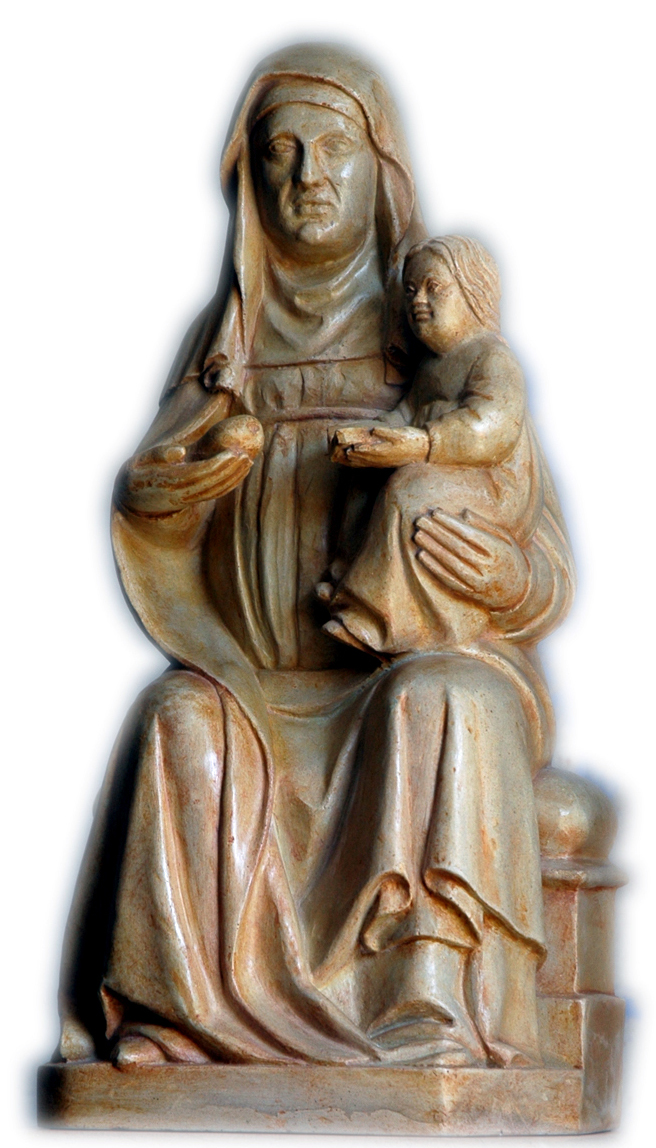
Imatge de Santa Anna de Montornès

### Imatge de Santa Anna
La imatge de Santa Anna que presidia l'altar major de l'ermita era una escultura del segle xiv, de fusta policromada, d'uns 30 cm d'altura, que desaparegué durant la revolta i Guerra Civil Espanyola de 1936. Podria haver estat obrada en finalitzar la construcció de l'ermita per algun dels escultors que aleshores treballaven a Montblanc o al Reial Monestir de Santa Maria de Poblet . Iconogràficament obeïa al tipus de santa Anna que aguanta amb la mà esquerra la Mare de Déu nena, mentre amb l'altra li ofereix una fruita. La Mare de Déu aguanta un llibre amb les dues mans. Mentre el tractament estilístic de les figures mostra el naturalisme propi del gòtic del XIV, la iconografia recorda les marededeus tardoromàniques. Es pot dir que la imatge de Montornès és un dels exemplars més antics que a Catalunya presenten aquesta modalitat iconogràfica on figuren només la Mare i la Filla. Com la creu, la imatge ha estat copiada en pedra artificial, a major escala, per l'escultor Joaquim Camps, professor de l'ESCRBCC.

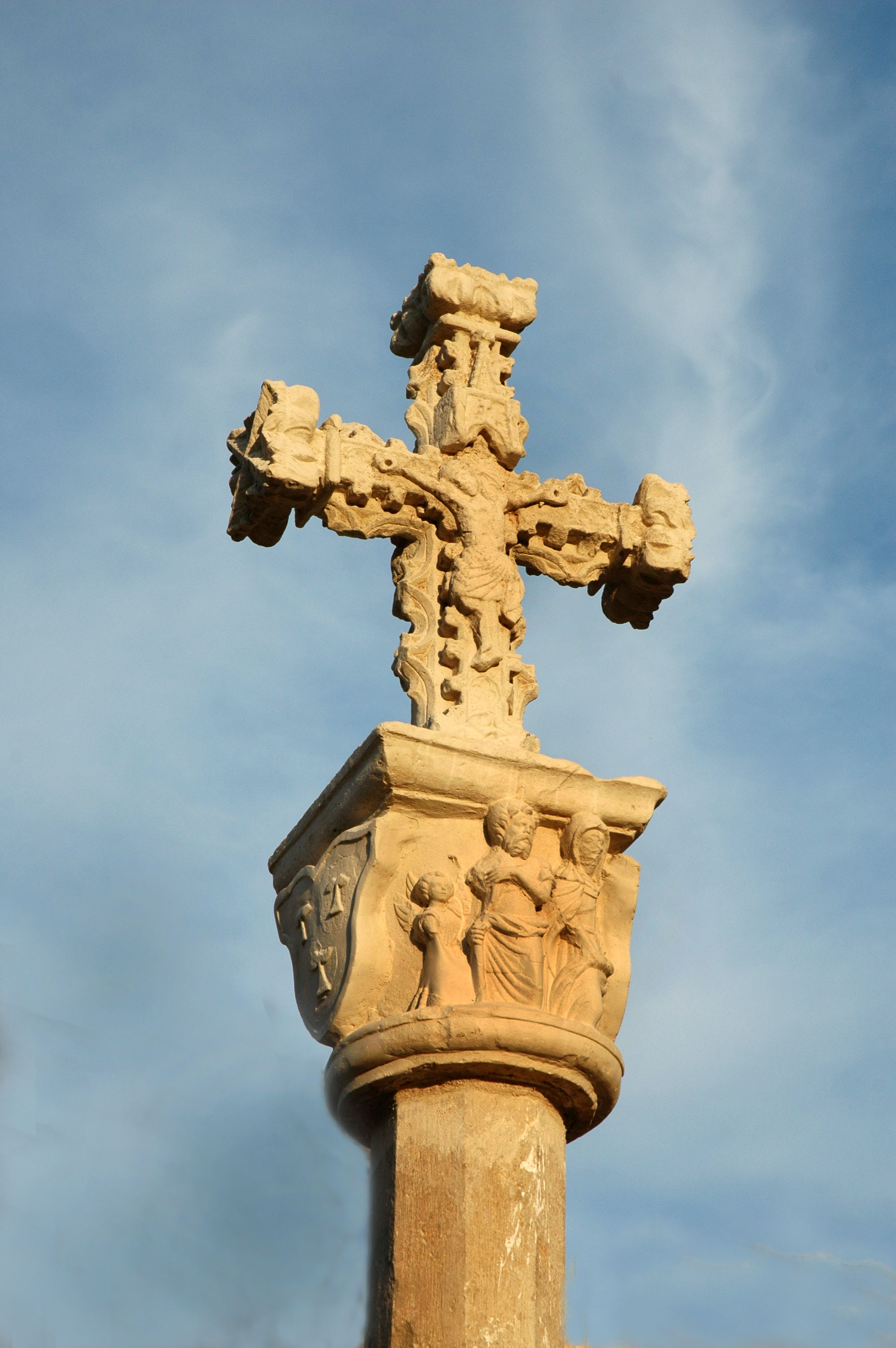
Creu de terme de Santa Anna de Montornès

### Creu de terme
A ponent, davant de l'església hi havia una creu gòtica de pedra, del segle xiv, amb la iconografia típica: el Sant Crist al davant, i la Mare de Déu al darrere. El segle xvi li fou afegit un capitell esculturat amb passatges de la vida de santa Anna i escuts heràldics del rector de Barberà, Berenguer Roca (tres rocs), que regí la parròquia entre 1516 i 1562. Aquesta creu fou enderrocada el 1936 i recollida pels masovers del mas de Gassol, pròxim a l'ermita. Anys després, aquests la cediren al Museu Comarcal de la Conca de Barberà, on és exposada. Durant la restauració del temple, fou construïda per l'Escola Superior de Conservació i Restauració de Béns Culturals de Catalunya, una rèplica de la creu en pedra artificial, que pagà l'ajuntament de Barberà.

### Retaule de Santa Anna
L'any 2012, durant la celebració de l'aplec anual s'inaugurà a l'ermita de Santa Anna un retaule dedicat a la santa patrona.

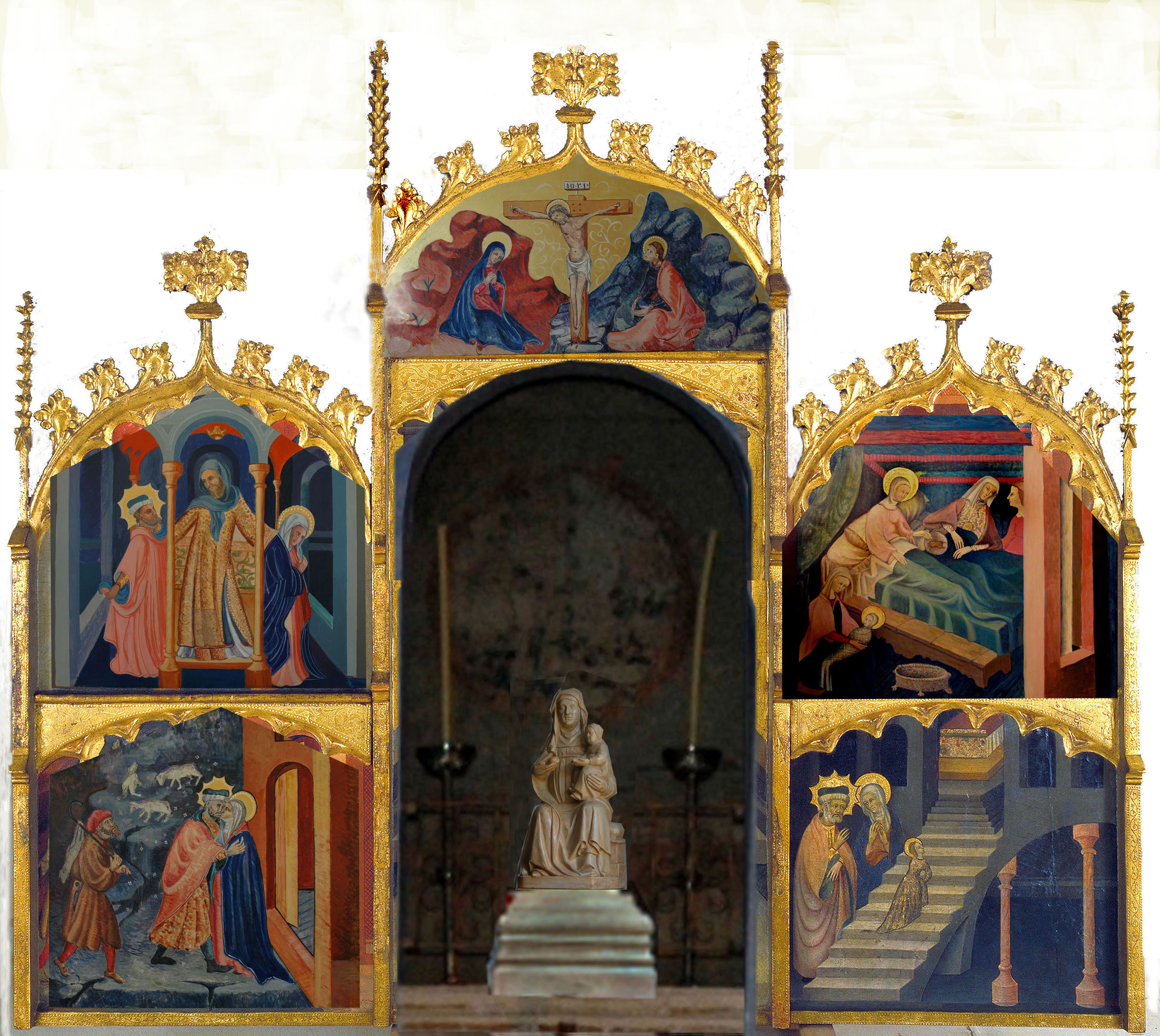
Retaule de Santa Anna inaugurat el dia de l'aplec anual de l'any 2012

 Pensant en l'estil de l'edifici es va creure adient reproduir, a major escala i amb caràcter lliure, una taula del segle xv de Bernat Despuig que es conserva al MNAC. Consta de cinc taules d'un metre quadrat cada una, on es desenvolupen escenes de la vida de sant Joaquim i santa Anna. Fou executat per Xavier Figueras, Joan Fuguet i Joaquim Icart, tots tres professors jubilats; els dos primers de l'Escola Superior de Conservació i Restauració de Barcelona i el tercer de la Universitat Rovira i Virgili. Construí l'arquitectura del retaule el professor Joaquim Camps.
Quatre dels plafons formen dos carrers verticals col·locats a un i altre costat de la fornícula del cambril on hi ha la imatge de Santa Anna. En ells es desenvolupen escenes de la vida de sant Joaquim i santa Anna. El cinquè plafó corona el conjunt i conté una escena de la Crucifixió de Jesús. Com en tots els retaules, la lectura de la narració es fa de dalt a baix i d'esquerra a dreta. A la primera escena hi ha un rabí dins del temple, i fora, al seu costat i amb actitud apesarada, sant Joaquim i santa Anna; a la segona apareixen, a la dreta, els sants esposos abraçant-se davant d'una porta, mentre a l'altre costat hi ha un rabadà que guarda un ramat; al tercer quadre té lloc el naixement de la Mare de Déu: Anna és al llit i dues donzelles li porten un plat amb un pollastre cuinat, mentre una altra donzella aguanta la Mare de Déu petitona embolcallada amb benes, segons el costum de l'època medieval; a la quarta escena es veuen els esposos acompanyant la Mare de Déu xiqueta al Temple; la Verge puja la llarga escalinata que dona accés al Temple, al cap de munt, ja dins del temple, s'hi veu l'Arca de l'Aliança. Finalment, a l'escena que corona el conjunt s'hi representa, com d'habitud, la Crucifixió amb la creu al mig, la Mare de Déu a un costat i sant Joan a l'altre. Els anys 2013 i 2015 fou culminada l'obra del retaule amb els afegits d'una predel·la, el 2013, i dos plafons laterals, el 2015. A la predel·la hi figuren, d'esquerra a dreta, sant Victorià, patró de Barberà; la Mare de Déu de la Serra, patrona de Montblanc; la transfiguració de Jesús o sant Salvador, patró de Prenafeta; la Mare de Déu del Roser, patrona de Barberà; i sant Maties, patró de Montblanc. Als plafons laterals s'hi representa, a l'esquerra, la posada de la primera pedra per part del rei Pere el Cerimoniós, l'arquebisbe de Tarragona, Pere de Clasquerí, l'abat de Poblet, Guillem d'Agulló, i el gran prior de Catalunya de l'orde de l'Hospital, fra Guillem de Guimerà i d'Abella; i al plafó de la dreta, una escena que evoca els romiatges a l'ermita dels pobles veïns, Barberà, Prenafeta i Montblanc.

## Història
La tradició oral de Barberà, recollida per mossèn Josep Porta a començaments del segle xx, explica la fundació de l'ermita segons la tòpica i candorosa llegenda d'origen de tantes i tantes marededeus trobades arreu de Catalunya:
"Un pastor, fill del mateix poble, peixent son ramat, trobà aquesta imatge de Santa Anna, prop de la font de vora l'ermita que avui s'anomena font de Santa Anna; i que gojós amb aquella troballa, petita com és, se la ficà al sarró, volent-la portar al poble de Barberà. Mes la santa imatge li desaparegué del sarró i buscant-la lo pastor la trobà en lo lloc que ocupa avui l'ermita. Se la tornà a ficar al sarró i li tornà altra vegada a desaparèixer, repetint-se això mateix per tercera vegada. Entenent aleshores lo pastorlo misteriós del succés, ne donà coneixement al poble, i tots comprengueren que per aquell prodigi Déu senyalava lo lloc on havia d'ésser venerada aquesta imatge de Santa Anna. S'escampà la notícia, creixé l'entusiasme fins a interessar els mateixos rei i arquebisbe per edificar-li una capella o ermita. Y aquest és son origen segons la tradició".
Sigui com sigui, el cert és que a mitjans del segle xiv deuria néixer, o créixer, aquesta devoció; potser fou a causa de les greus calamitats que assolaren el país en aquells anys —secades, guerres, pesta.... És probable que en els terribles anys de la Pesta Negra hom atribuís miracles a santa Anna fins al punt de provocar la necessitat col·lectiva de construir-li una ermita. En aquest sentit, és significatiu que en un document d'Alfons el Magnànim relatiu a l'ermita es diu que la capella fou
construïda «tandem propter multa miracula quae Deus operabatur in dicto loco» (pels molts miracles que Déu obrava en aquell lloc.
L'ermita fou construïda per dos picapedrers, un de Valls i l'altre de Figuerola del Camp i pagada per la universitat de Barberà. La primera pedra fou posada pel rei Pere III i l'arquebisbe de Tarragona Pere de Clasquerí, probablement, el 1373. Aquell mateix any, els canonges de l'orde del Sant Sepulcre, de Santa Anna de Barcelona, aconseguiren afiliar-se l'ermita de Montornès. Aquesta situació durà fins al 1416, en què el rector de Barberà, probablement després de protestar al rei Alfons el Magnànim, en recuperà la propietat. Al llarg dels segles xii i xiii la jurisdicció eclesiàstica del lloc havia passat al rector de Barberà i la civil a Poblet. A partir del segle xiv, Montornès fou un dels membres de la baronia populetana de Prenafeta, i així seguí fins a la desamortització (1835) en què fou repartit entre els termes de Barberà i Montblanc.
Des de la seva fundació, Santa Anna, a causa d'estar ubicada en la quadra de Montornès, depengué de la parròquia de Barberà, la qual en tingué cura fins a la destrucció de 1936. Francesc de Bofarull i Sans publicà una part dels documents fundacionals, però el laconisme d'aquests textos (que no esmenten "Barberà" sinó ermita "prop de Montblanc i Prenafeta") feu que l'erudit arxiver ignorés la pertinença d'aquella ermita a la parròquia de Barberà. Modernament algun historiador poc exigent ha seguit en la ignorància del segle xix.
Com a sufragània de Santa Maria de Barberà de la Conca des de l'origen, Santa Anna fou la parroquial de Montornès; per aquest motiu els amos del Mas de Foguet (ara Mas de Gassol), primigenis montornesencs, mai no deixaren de protegir-la. Per ells Santa Anna era la "seua" parroquial, i, en conseqüència podien ser-hi batejats; s’hi podien casar; i ser enterrats al vas que hi ha davant del presbiteri.
Santa Anna fou un important lloc de romiatge, tant per celebracions festives com per realitzar súpliques i pregàries dels veïns de la rodalia, especialment Barberà i Prenafeta. El fet de quedar inclosa dins el terme de Prenafeta, senyorejada pel Reial Monestir de Santa Maria de Poblet, provocà al llarg de la història greus enfrontaments amb Barberà per qüestions jurisdiccionals.
A finals del segle xx, l'ermita estava abandonada i en estat ruïnós però, des de fa poc (2007), es dugué a terme una campanya de recuperació —liderada pel rector de Barberà de la Conca, mossèn Albert Palacín i Artiga, i l'historiador barberenc Joan Fuguet Sans— que ha aconseguit restaurar l'església. Aquest últim va il·lustrar una nova edició dels Goigs d'aquesta ermita.